# مکلینز
مکلینز یک مجله خبری هفتگی کانادایی است که به مسائلی مانند سیاست، فرهنگ پاپ و رویدادهای جاری می‌پردازد.

## راهنمای دانشگاه‌های کانادایی
راهنمای مکلینز برای دانشگاه‌های کانادایی (Maclean's Guide to Canadian Universities) هر سال در ماه منتشر مارس می‌شود. این راهنما شامل اطلاعاتی مانند رتبه‌بندی مکلینز از دانشگاه‌های کانادایی است.